# Beg, Borrow and Steel
Beg, Borrow and Steel er en dokumentarfilm fra 2006 instrueret af Andreas Koefoed.

## Handling
Professor Rahis har sat sig for at køre tværs gennem Indien i en gammel bil, men snart udvikler turen sig til en kamp for overlevelse.